# Friedhofskapelle Oberkotzau

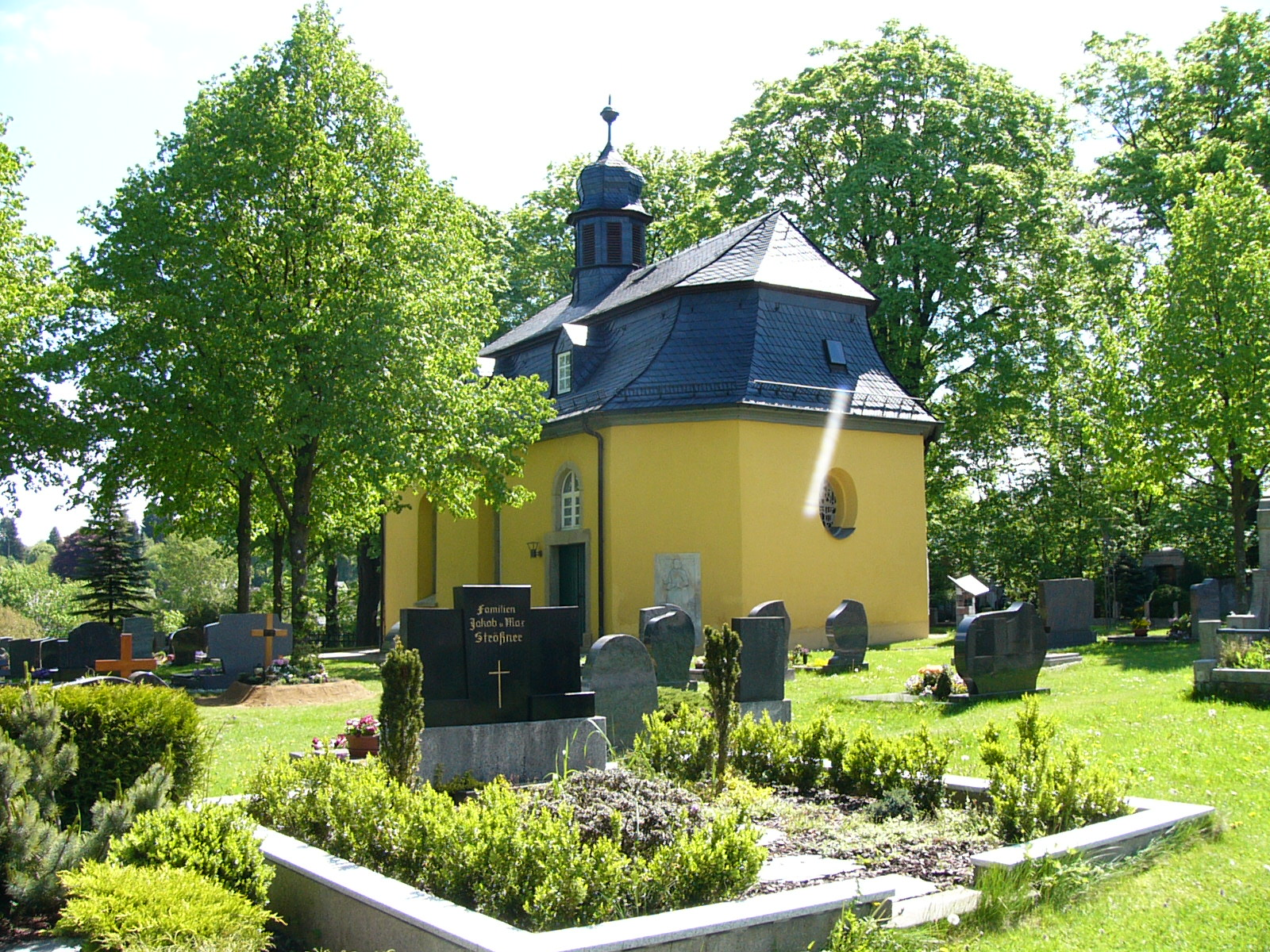
Ansicht der Kapelle

Die Friedhofskapelle Oberkotzau, die seit 1977 den Namen Christuskirche trägt, ist eine auf dem Friedhof von Oberkotzau, einem Markt im oberfränkischen Landkreis Hof (Bayern), gelegene Kapelle und zählt zu den Baudenkmälern des Ortes.

## Entstehung und Ausstattung
Die Kapelle wurde 1740 über der Gruft der Freiherren von Kotzau, einstmals Patronatsherren, erbaut und 1741 mit der Bestattung des früh verstorbenen Sohnes von Georg Albrecht von Brandenburg-Kulmbach eingeweiht. Es handelt sich um das einzige erhaltene barocke Bauwerk im Ort, welches darüber hinaus die Charakteristika des Markgrafenstils trägt. Die Kirche liegt in der südöstlichen Ecke des Friedhofs. Mit Doppelemporen an drei Seiten verfügt sie über ein stattliches Fassungsvermögen. Weiterhin ist sie mit einem Kanzelaltar ausgestattet. An den Außenwänden wurden mehrere Epitaphe aus dem 17. und 18. Jahrhundert befestigt.

## Epitaphe

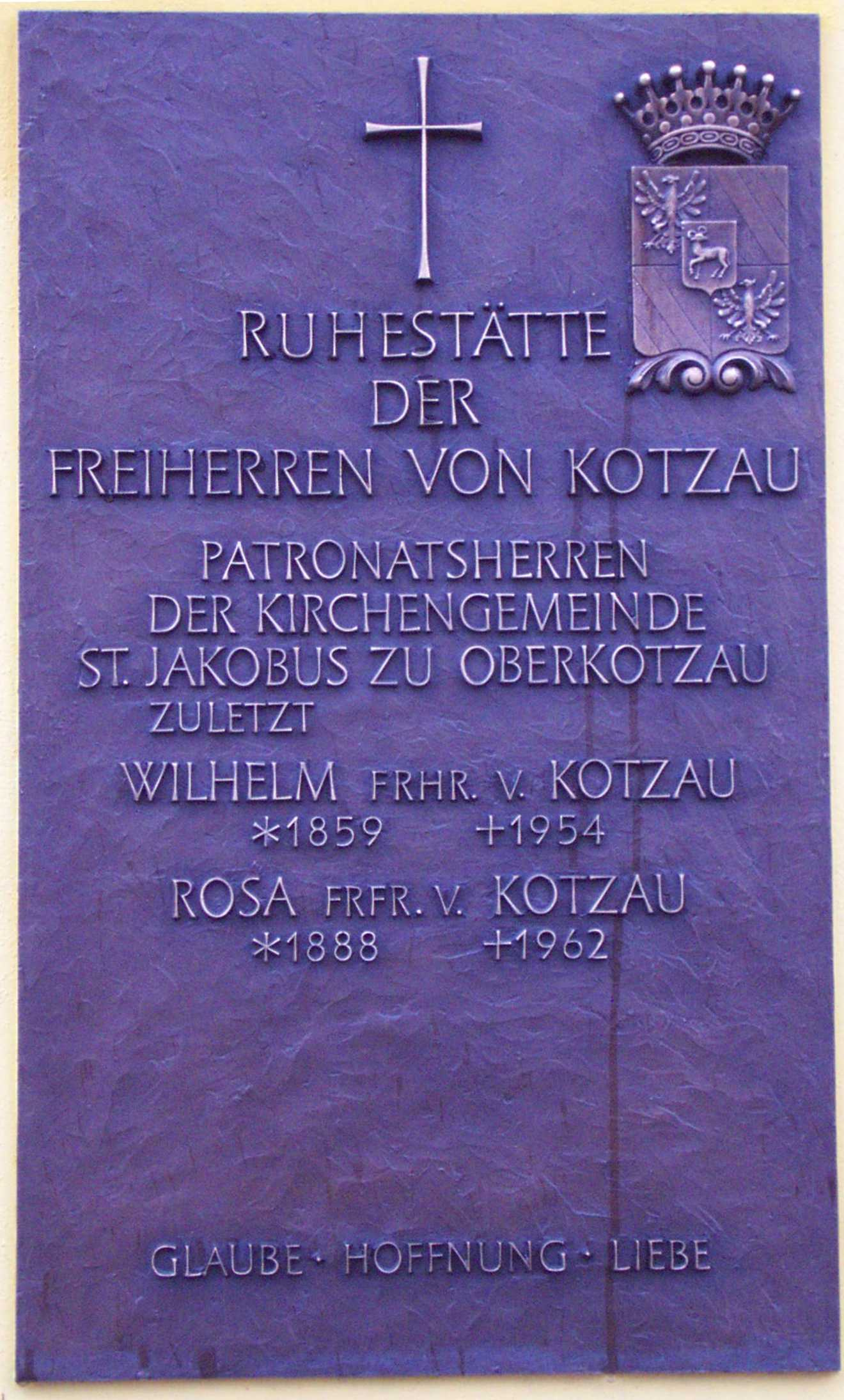
Erinnerungstafel für die letzten Sprossen der Freiherrn von Kotzau
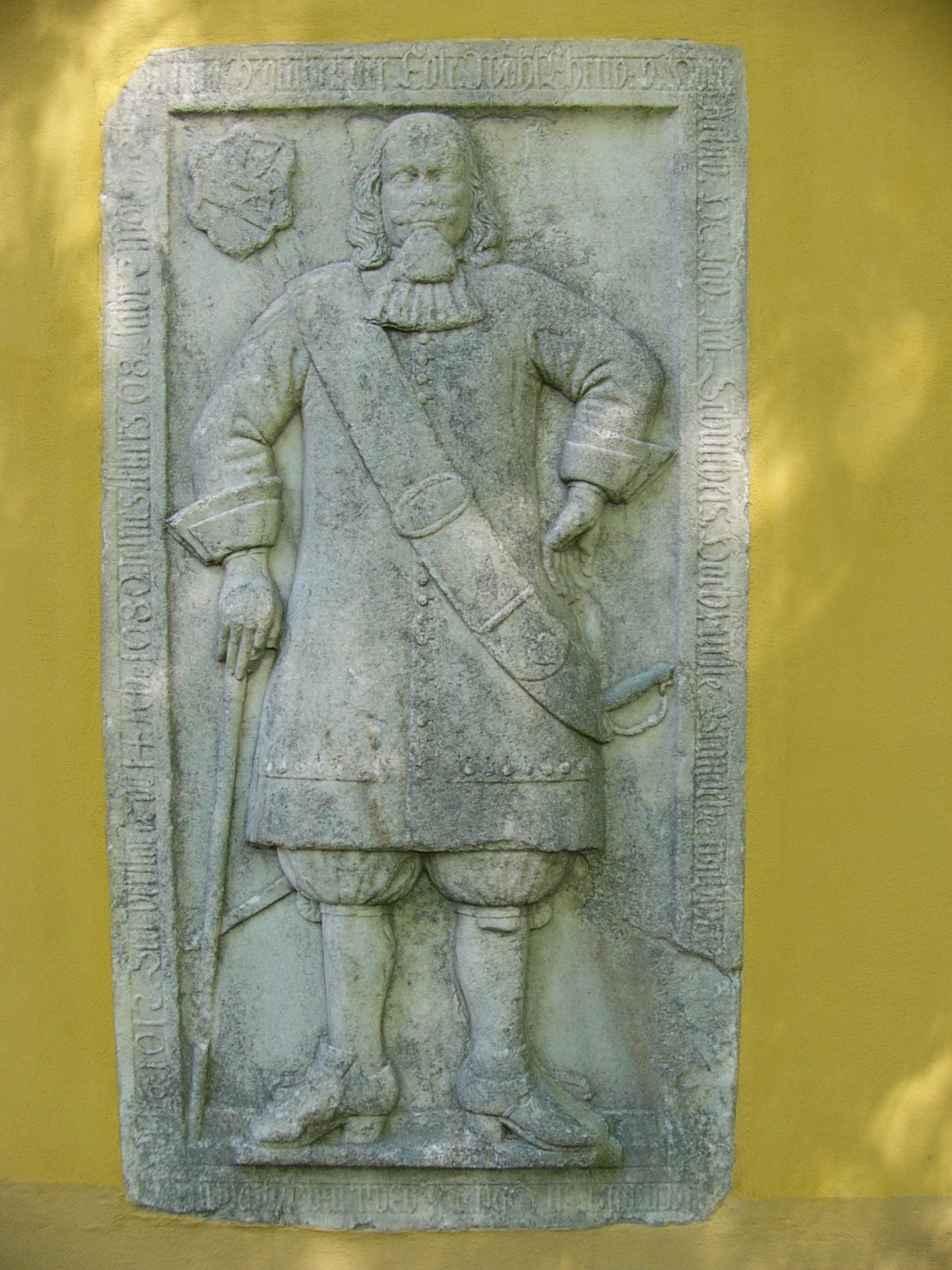
Epitaph des Fabian Muther (1619–1685), Verwalter in Döhlau
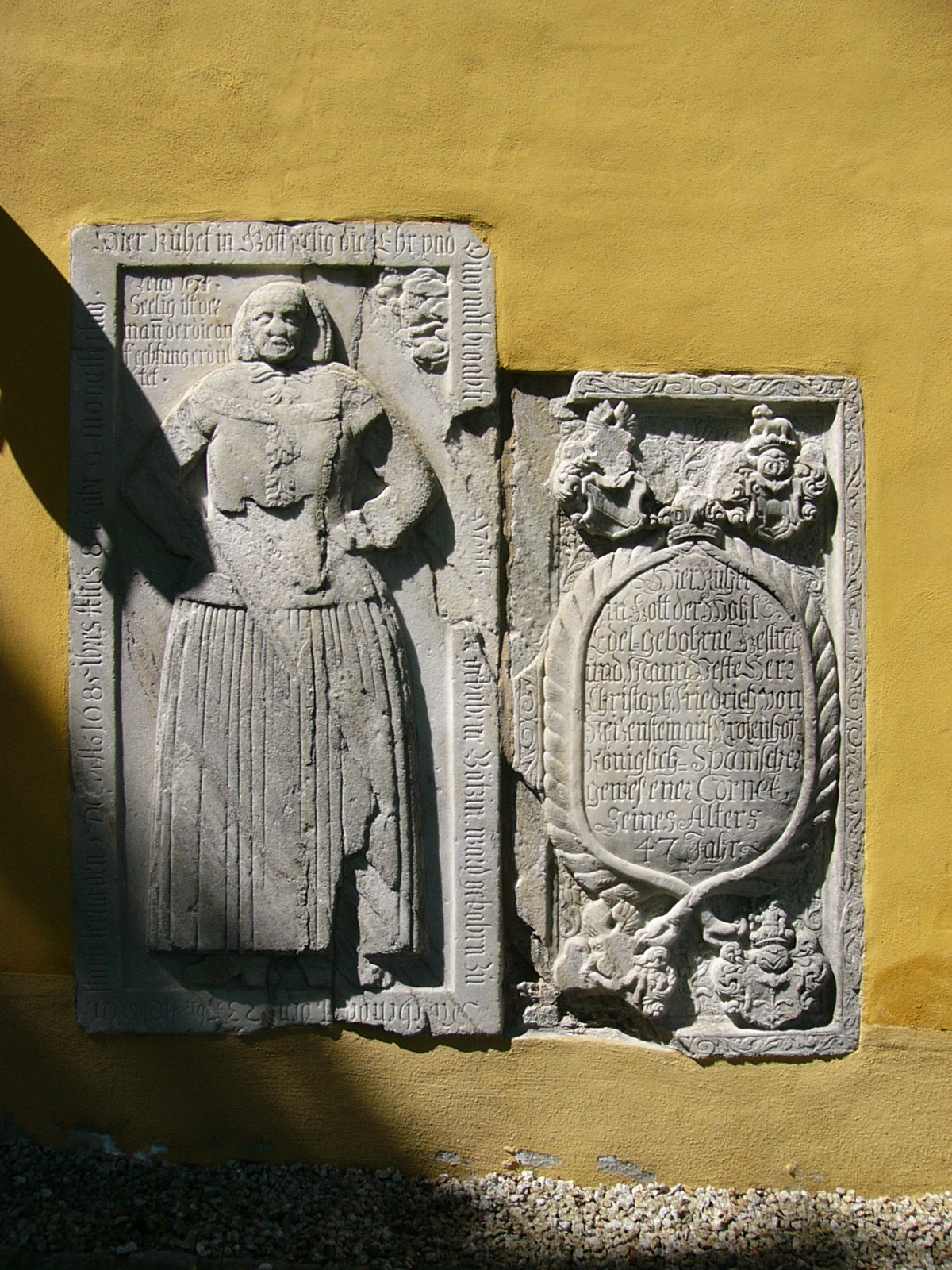
Rechts: Epitaph des Christoph Friedrich von Reitzenstein, königlich spanischer Oberst